# 俺たちの旅路 さらば愛しき日々よ
『俺たちの旅路 さらば愛しき日々よ』（おれたちのたびじ さらばいとしきひびよ、原題：龍鳳茶樓、英語題：Lung Fung Restaurant）は、1990年に公開された香港のアクション・コメディ映画である。日本劇場未公開。
監督はプーン・マンキ、主演はチャウ・シンチー、エレン・チャン、チャーリン・チャン、モク・シュウチョン、ン・マンタなど。

## キャスト
- チャウ・シンチー - プール
- エレン・チャン - ジジ
- チャーリン・チャン - ジュン
- モク・シュウチョン - ドラゴン
- ン・マンタ - ケント
- パークマン・ウォン - リッキー